# Ван Эрсдэйл, Том
Томас Артур «Том» Ван Эрсдэйл (англ. Thomas Arthur "Tom" Van Arsdale; родился 22 февраля 1943, Индианаполис, штат Индиана) — американский профессиональный баскетболист, брат-близнец Дика Ван Эрсдэйла.

## Карьера игрока
Играл на позиции лёгкого форварда и атакующего защитника. Учился в Индианском университете, в 1965 году был выбран на драфте НБА под 11-м номером командой «Детройт Пистонс». Позже выступал за команды «Цинциннати Роялз/Канзас-Сити-Омаха Кингз», «Филадельфия-76», «Атланта Хокс» и «Финикс Санз» и ни с одной из них не выходил в плей-офф. Всего в НБА провёл 12 сезонов, последний из которых играл за Финикс вместе со своим братом Диком. Три раза принимал участие в матче всех звёзд НБА (1970—1972). Включался в 1-ю сборную новичков НБА (1966). Всего за карьеру в НБА сыграл 929 игр, в которых набрал 14 232 очка (в среднем 15,3 за игру), сделал 3942 подбора, 2085 передач, 230 перехватов и 16 блок-шотов. Том является игроком, сыгравшим наибольшее количество игр, а также самым результативным баскетболистом регулярных чемпионатов в истории НБА, так и не сыгравшим ни одного матча в плей-офф.

## Статистика

### Статистика в НБА
| Сезон                                                                                    | Команда     | Регулярный сезон | Регулярный сезон | Регулярный сезон | Регулярный сезон | Регулярный сезон | Регулярный сезон | Регулярный сезон | Регулярный сезон | Регулярный сезон | Регулярный сезон | Регулярный сезон | Серия плей-офф | Серия плей-офф | Серия плей-офф | Серия плей-офф | Серия плей-офф | Серия плей-офф | Серия плей-офф | Серия плей-офф | Серия плей-офф | Серия плей-офф | Серия плей-офф |
| Сезон                                                                                    | Команда     | GP               | GS               | MPG              | FG%              | 3P%              | FT%              | RPG              | APG              | SPG              | BPG              | PPG              | GP             | GS             | MPG            | FG%            | 3P%            | FT%            | RPG            | APG            | SPG            | BPG            | PPG            |
| ---------------------------------------------------------------------------------------- | ----------- | ---------------- | ---------------- | ---------------- | ---------------- | ---------------- | ---------------- | ---------------- | ---------------- | ---------------- | ---------------- | ---------------- | -------------- | -------------- | -------------- | -------------- | -------------- | -------------- | -------------- | -------------- | -------------- | -------------- | -------------- |
| 1965/66                                                                                  | Детройт     | 79               |                  | 25,8             | 37,4             |                  | 72,1             | 3,9              | 2,6              |                  |                  | 10,5             | Не участвовал  | Не участвовал  | Не участвовал  | Не участвовал  | Не участвовал  | Не участвовал  | Не участвовал  | Не участвовал  | Не участвовал  | Не участвовал  | Не участвовал  |
| 1966/67                                                                                  | Детройт     | 79               |                  | 27,0             | 39,1             |                  | 78,4             | 4,3              | 2,4              |                  |                  | 12,2             | Не участвовал  | Не участвовал  | Не участвовал  | Не участвовал  | Не участвовал  | Не участвовал  | Не участвовал  | Не участвовал  | Не участвовал  | Не участвовал  | Не участвовал  |
| 1967/68                                                                                  | Детройт     | 50               |                  | 16,6             | 37,1             |                  | 74,3             | 2,6              | 1,6              |                  |                  | 6,6              | Не участвовал  | Не участвовал  | Не участвовал  | Не участвовал  | Не участвовал  | Не участвовал  | Не участвовал  | Не участвовал  | Не участвовал  | Не участвовал  | Не участвовал  |
| 1967/68                                                                                  | Цинциннати  | 27               |                  | 25,3             | 40,8             |                  | 75,0             | 3,4              | 2,8              |                  |                  | 10,4             | Не участвовал  | Не участвовал  | Не участвовал  | Не участвовал  | Не участвовал  | Не участвовал  | Не участвовал  | Не участвовал  | Не участвовал  | Не участвовал  | Не участвовал  |
| 1968/69                                                                                  | Цинциннати  | 77               |                  | 39,7             | 44,4             |                  | 74,7             | 4,6              | 2,7              |                  |                  | 19,4             | Не участвовал  | Не участвовал  | Не участвовал  | Не участвовал  | Не участвовал  | Не участвовал  | Не участвовал  | Не участвовал  | Не участвовал  | Не участвовал  | Не участвовал  |
| 1969/70                                                                                  | Цинциннати  | 71               |                  | 35,8             | 45,1             |                  | 77,4             | 6,5              | 2,2              |                  |                  | 22,8             | Не участвовал  | Не участвовал  | Не участвовал  | Не участвовал  | Не участвовал  | Не участвовал  | Не участвовал  | Не участвовал  | Не участвовал  | Не участвовал  | Не участвовал  |
| 1970/71                                                                                  | Цинциннати  | 82               |                  | 38,4             | 45,6             |                  | 72,1             | 6,1              | 2,2              |                  |                  | 22,9             | Не участвовал  | Не участвовал  | Не участвовал  | Не участвовал  | Не участвовал  | Не участвовал  | Не участвовал  | Не участвовал  | Не участвовал  | Не участвовал  | Не участвовал  |
| 1971/72                                                                                  | Цинциннати  | 73               |                  | 35,6             | 45,6             |                  | 75,5             | 4,8              | 2,7              |                  |                  | 19,2             | Не участвовал  | Не участвовал  | Не участвовал  | Не участвовал  | Не участвовал  | Не участвовал  | Не участвовал  | Не участвовал  | Не участвовал  | Не участвовал  | Не участвовал  |
| 1972/73                                                                                  | Канзас-Сити | 49               |                  | 26,2             | 45,7             |                  | 78,6             | 3,5              | 1,8              |                  |                  | 12,4             | Не участвовал  | Не участвовал  | Не участвовал  | Не участвовал  | Не участвовал  | Не участвовал  | Не участвовал  | Не участвовал  | Не участвовал  | Не участвовал  | Не участвовал  |
| 1972/73                                                                                  | Филадельфия | 30               |                  | 34,3             | 39,3             |                  | 83,3             | 6,2              | 2,1              |                  |                  | 17,7             | Не участвовал  | Не участвовал  | Не участвовал  | Не участвовал  | Не участвовал  | Не участвовал  | Не участвовал  | Не участвовал  | Не участвовал  | Не участвовал  | Не участвовал  |
| 1973/74                                                                                  | Филадельфия | 78               |                  | 39,0             | 42,8             |                  | 85,1             | 5,0              | 2,6              | 0,8              | 0,0              | 19,6             | Не участвовал  | Не участвовал  | Не участвовал  | Не участвовал  | Не участвовал  | Не участвовал  | Не участвовал  | Не участвовал  | Не участвовал  | Не участвовал  | Не участвовал  |
| 1974/75                                                                                  | Филадельфия | 9                |                  | 30,3             | 42,2             |                  | 68,3             | 3,2              | 1,8              | 1,4              | 0,0              | 14,0             | Не участвовал  | Не участвовал  | Не участвовал  | Не участвовал  | Не участвовал  | Не участвовал  | Не участвовал  | Не участвовал  | Не участвовал  | Не участвовал  | Не участвовал  |
| 1974/75                                                                                  | Атланта     | 73               |                  | 35,2             | 42,9             |                  | 76,8             | 3,4              | 2,8              | 1,1              | 0,0              | 18,9             | Не участвовал  | Не участвовал  | Не участвовал  | Не участвовал  | Не участвовал  | Не участвовал  | Не участвовал  | Не участвовал  | Не участвовал  | Не участвовал  | Не участвовал  |
| 1975/76                                                                                  | Атланта     | 75               |                  | 27,0             | 44,1             |                  | 75,9             | 2,5              | 1,9              | 0,8              | 0,1              | 10,9             | Не участвовал  | Не участвовал  | Не участвовал  | Не участвовал  | Не участвовал  | Не участвовал  | Не участвовал  | Не участвовал  | Не участвовал  | Не участвовал  | Не участвовал  |
| 1976/77                                                                                  | Финикс      | 77               |                  | 18,5             | 43,3             |                  | 70,3             | 2,4              | 0,9              | 0,3              | 0,0              | 5,8              | Не участвовал  | Не участвовал  | Не участвовал  | Не участвовал  | Не участвовал  | Не участвовал  | Не участвовал  | Не участвовал  | Не участвовал  | Не участвовал  | Не участвовал  |
|                                                                                          | Всего       | 929              |                  | 30,9             | 43,1             |                  | 76,2             | 4,2              | 2,2              | 0,7              | 0,1              | 15,3             | Не участвовал  | Не участвовал  | Не участвовал  | Не участвовал  | Не участвовал  | Не участвовал  | Не участвовал  | Не участвовал  | Не участвовал  | Не участвовал  | Не участвовал  |
| Наведите курсор мыши на аббревиатуры в заголовке таблицы, чтобы прочесть их расшифровку. |             |                  |                  |                  |                  |                  |                  |                  |                  |                  |                  |                  |                |                |                |                |                |                |                |                |                |                |                |